# Alue Bu Jalan Baroh
Alue Bu Jalan Baroh is een bestuurslaag in het regentschap Aceh Timur van de provincie Atjeh, Indonesië. Alue Bu Jalan Baroh telt 894 inwoners (volkstelling 2010).